# Кигали
Кигали (кињ. Kigali) је главни и највећи град Руанде. Налази се близу географског центра земље у благо брдовитом региону, са низом долина. Као главни град, Кигали је релативно нов град. Био је економски, културни и саобраћајни центар Руанде од оснивања као административног упоришта 1907. године, а постао је главни град земље при независности 1962. године, преусмеравајући фокус са Бутареа (Хујеа).
У области која је припадала Краљевини Руанда од 15. века, а затим и Немачко царство почетком 20. века, град је основан 1907. године када је Ричард Кант, колонијални резидент, изабрао локацију за своје седиште, наводећи централни положај, погледе и безбедност. Страни трговци почели су да тргују у граду током немачке ере, а Кант је отворио неколико државних школа за тутси руандске ученике. Белгија је преузела контролу над Руандом и Бурундијем током Првог светског рата, формирајући мандат Руанда-Урунди. Кигали је остао седиште колонијалне управе за Руанду, али главни град Руанда-Урундија био је у Усумбури (сада Буџумбура) у Бурундију, а Кигали је остао мали град са популацијом од свега 6.000 житеља у тренутку независности.
Кигали је полако растао током наредних деценија. У почетку није био директно погођен Руандским грађанским ратом између владиних снага и побуњеничког Руандског патриотског фронта (РПФ), који је почео 1990. године. Међутим, у априлу 1994. године руандски председник Жувенал Хабијаримана је убијен када је његов авион оборен близу Кигалија. Након његове смрти уследио је геноцид у Руанди, у коме су Хуту екстремисти лојални привременој влади убили процењених 800.000-1.000.000 Тутсија и умерених Хутуа широм земље. РПФ је наставио борбу, окончавши примирје дуже од годину дана. Постепено су преузели контролу над већим делом земље и заузели Кигали 4. јула 1994. Кигали после геноцида доживео је брз раст становништва, а већи део града је обновљен.
Град Кигали је једна од пет провинција Руанде, са границама утврђеним 2006. године. Подељен је на три округа—Гасабо, Кикукиро и Њаругенге—који су историјски имали контролу над значајним подручјима локалне управе. Реформе у јануару 2020. пренеле су велики део овлашћења округа на градско веће. Град такође има главну резиденцију и канцеларије председника Руанде и већину владиних министарстава. Највећи допринос бруто домаћем производу Кигалија даје услужни сектор, али значајан део становништва ради у пољопривреди, укључујући ситну пољопривреду за самоодрживост. Привлачење међународних посетилаца је приоритет за градске власти, укључујући туризам, конференције и изложбе.

## Историја
Кигали је основан 1907. под немачком колонијалном влашћу, али није био главни град све до стицања независности 1962. Традиционални главни град је био место мвамија (краљ) у Њанзи, док је колонијално место власти било у Бутареу. Бутаре је у почетку имао веће шансе да постане главни град нове државе али је изабран Кигали због свог средишњег положаја. Од тада град се веома брзо развијао и постао је главни политички, економски и културни центар Руанде.
Од 6. априла 1994. је био место радње руанданског геноцида- покољ око милион Тутса и умерених Хутуа од стране хуту паравојне групе (Интерхамве), и неких чланова руанданске војске- и место ватрених борби између војске (већина хуту]) и тутског Патриотског фронта Руанде. Иако уништена, градска структура је обновљена.
Град је направљен на брдовитој земљи, пружајући се између око 4 гребена и долина. Центар града се налази на једном од тих гребена. Просечна висина брда износи 1.600 m док долина износи око 1.300 m. Највеће куће и пословне канцеларије се налазе на врху брда а сиромашни живе у долинама.

## Економија
Руде калаја се ваде у руднику близу града а топи се у градској топионици која је изграђена током осамдесетих. Посао у Руанди је у порасту и многе нове зграде су изграђене око града као БЦДИ торањ и пословни блок.

## Становништво
| Година       |
| Становништво |
| ------------ |

## Партнерски градови
- Кампала